# Селігерська (станція метро)
55°51′54″ пн. ш. 37°32′54″ сх. д. / 55.865000° пн. ш. 37.548333° сх. д.
«Селіге́рська» (рос. Селигерская) — кінцева станція Люблінсько-Дмитровської лінії Московського метрополітену. Відкрита 22 березня 2018 року

## Конструкція
Колонна трипрогінна мілкого закладення (глибина закладення — 20 м) з острівною платформою.

## Колійний розвиток
Станція з колійним розвитком — перехресний з'їзд з боку станції «Яхромська».

## Виходи та пересадки
- Виходи: до Дмитровського шосе, Площі Туманяна, Коровинського шосе, П'яловської вулиці.

Пересадки
- автобус: 63, 179, 191, 194, 206, 215, 215к, 563, 591, 656, 672, 763, т36, т56, т78

## Оздоблення
Станційні приміщення утворюють анфіладу залів, висота стелі в середній частині станції досягає 12 м.. В оздоблені основної частини колійних стін станції використовуються композитні панелі у вигляді різнокольорових трикутників, цоколь колійних стін оздоблено чорним габро. Платформа оздоблена трьома видами каменю — сибірським, камнегорським гранітами і габро. На 38 колонах станції розташовано 66 світильників, по одному на кожну з двох протилежних сторін кожної колони, звернених до центрального і бічних залів. Нижня половина колон оздоблена травертином зі вставками вертикальних молдингів з нержавіючої сталі, верхня — композитними панелями того ж кольору, що і травертин. Наземні павільйони станції оформлено у стилі ар-нуво, як у Паризькому метрополітені